# 石室善玖
石室善玖（せきしつ ぜんきゅう）は、鎌倉時代後期から南北朝時代の臨済宗の僧。別称に金剛幡下。

## 経歴・人物
文保2年（1318年）、中国元に渡り、金陵保寧寺の古林清茂に師事し法を嗣ぐ。嘉暦元年（1326年）、元僧の清拙正澄の来日に従い帰国。
帰国後は、京都天竜寺、鎌倉円覚寺、建長寺の住持をつとめる。永和元年/天授元年（1375年）、武蔵平林寺の開山となる。ほか甲斐海岸寺、備前康徳寺の開山としても招かれた。偈頌を能くし、五山文学の基礎を築いた。